# Ultralcis
Ultralcis is een geslacht van vlinders van de familie spanners (Geometridae), uit de onderfamilie Ennominae.

## Soorten
- U. fumida Warren, 1904
- U. latipennis Hulst, 1896